# Maccabi Netanya
O Maccabi Netanya Football Club' (מועדון כדורגל מכבי נתניה') é um clube de futebol de Netanya, em Israel, fundado em 1934.